# Амберг (Доњи Алгој)
Амберг (њем. Amberg) град је у њемачкој савезној држави Баварска. Једно је од 52 општинска средишта округа Унтералгој. Према процјени из 2010. у граду је живјело 1.305 становника. Посједује регионалну шифру (AGS) 9778111.

## Географија
Амберг се налази у савезној држави Баварска у округу Унтералгој. Град се налази на надморској висини од 608 метара. Површина општине износи 11,0 km².

## Становништво
У самом граду је, према процјени из 2010. године, живјело 1.305 становника. Просјечна густина становништва износи 119 становника/km².